# Ambasada Kamerunu przy Stolicy Apostolskiej
Ambasada Kamerunu przy Stolicy Apostolskiej – misja dyplomatyczna Republiki Kamerunu przy Stolicy Apostolskiej. Ambasada mieści się w Rzymie.

## Historia
Stosunki dyplomatyczne pomiędzy Stolicą Apostolską a Kamerunem zostały ustanowione 27 sierpnia 1966. Ambasada Kamerunu przy Stolicy Apostolskiej została otwarta w 2008.

### Ambasadorzy
- Antoine Zanga[2][3] (2008 - nadal)